# His Pride and Shame

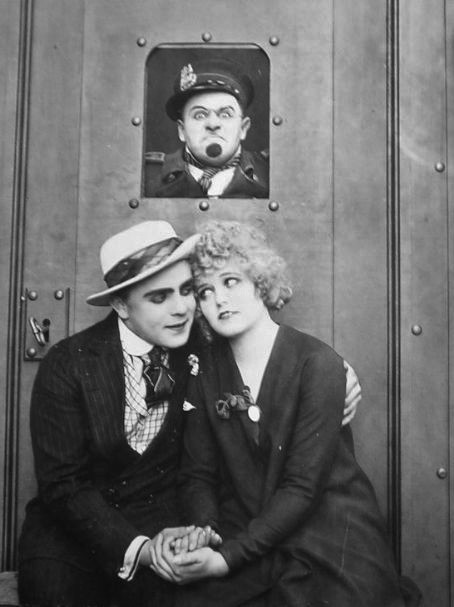
Ford Sterling, Bobby Vernon et Juanita Hansen dans une scène du film.

His Pride and Shame est un film américain réalisé par Charley Chase et Ford Sterling, sorti en 1916.

## Fiche technique
- Réalisation : Charley Chase et Ford Sterling
- Scénario : Mack Sennett
- Producteur : Mack Sennett
- Pays de production :  États-Unis
- Genre : Comédie[1]
- Date de sortie : 27 février 1916

## Distribution
- Ford Sterling : le chef de la police
- Juanita Hansen, la fille du maire
- Bobby Vernon, le fils du chef de la police
- Bobby Dunn : Red Dugan